# ブルガス

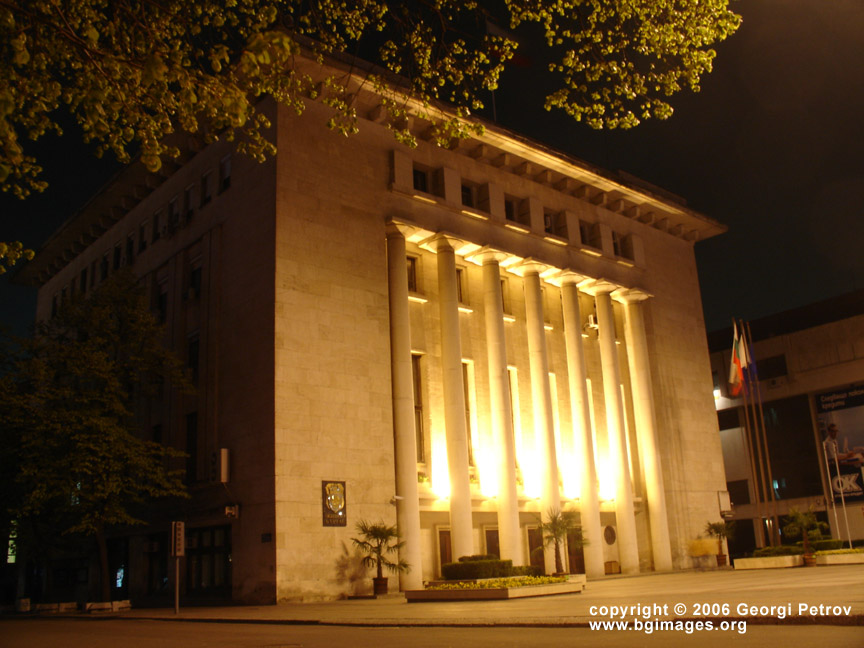
市役所

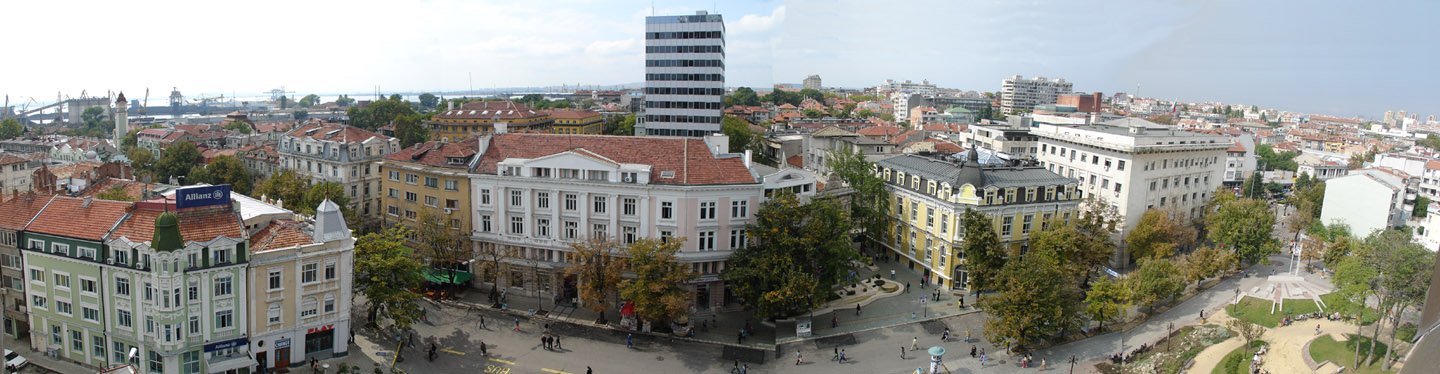
アレクサンドロフスカ通り

ブルガス（ブルガリア語: Бургас、ラテン文字転写:Burgas）は、ブルガリアの黒海沿岸の都市。ソフィア、プロヴディフ、ヴァルナに次ぐ、四番目に人口の多い都市である。ブルガス州の州都であり、当地の工業と交通の拠点である。ブルガス国際空港は、ネセバル等の黒海沿岸のリゾート、景勝地への接続点となっている。
2006年9月の人口は205,821人。北緯42°30'、東経27°28'。

## 歴史
ブルガスの前身となったのは、古代ギリシア都市のピルゴス（Πύργος）で、アポロニア（ソゾポル）からの入植者により建設された。この地のほかの重要な入植地（ネセバル）に対する軍事的な観測地としての目的であった。
今日のブルガスは、ピルゴスのほかに古代の3つの入植地、カスティアシオン、スカフィダ、ロソカストロンを含んでいる。
中世には、「ピルゴス」（塔の意）と呼ばれる小さな要塞が建てられ、監視塔として用いられた。17世紀になって「アヘロ・ピルガス」と呼ばれた入植地が現在の市域にまで広がった。のちに「ブルガス」と名前を変えたが、1878年にオスマン帝国から解放されたときは、住人は約3000人で、ほとんどはギリシア人だった。
やがてブルガリアの黒海南岸における中心都市となり、産業と貿易が発展した。多くの石油化学会社が建てられた。塩と鉄も産出され海外に輸出された。
1903年には鉄道駅が開業し、市の発展に拍車がかかった。ほかのブルガリアの都市とは異なり、ブルガスは共産国的な都市開発の影響をあまり受けず、19世紀や20世紀初期の建築物を多く残している。

## 町村
ブルガス基礎自治体（Община Бургас）には、その中心であるブルガスをはじめ、以下の町村が存在している。
- Банево（Banevo）
- Братово（Bratovo）
- Брястовец（Bryastovets）
- Бургас（Burgas）
- Българово（Balgarovo）
- Ветрен（Vetren）
- Димчево（Dimchevo）
- Драганово（Draganovo）

- Изворище（Izvorishte）
- Маринка（Marinka）
- Миролюбово（Mirolyubovo）
- Равнец（Ravnets）
- Рудник（Rudnik）
- Твърдица（Tvarditsa）
- Черно море（Cherno more）

## 交通
- ブルガス・トロリーバス

## 姉妹都市
- クラスノダル、ロシア
- サンフランシスコ、アメリカ合衆国
- ロッテルダム、オランダ
- ハンブルク、ドイツ
- 煙台、中華人民共和国
- ミシュコルツ、ハンガリー